# Michel Vaillant
Michel Vaillant es el nombre de una popular serie de cómics ambientada en el mundo de la Fórmula 1 y creada por el autor francés afincado en Bélgica Jean Graton.
La serie fue publicada originalmente en idioma francés por la editorial Le Lombard, que lanzó el primer álbum en 1957, y se publicaron 70 volúmenes hasta el 2007.

## Trayectoria editorial

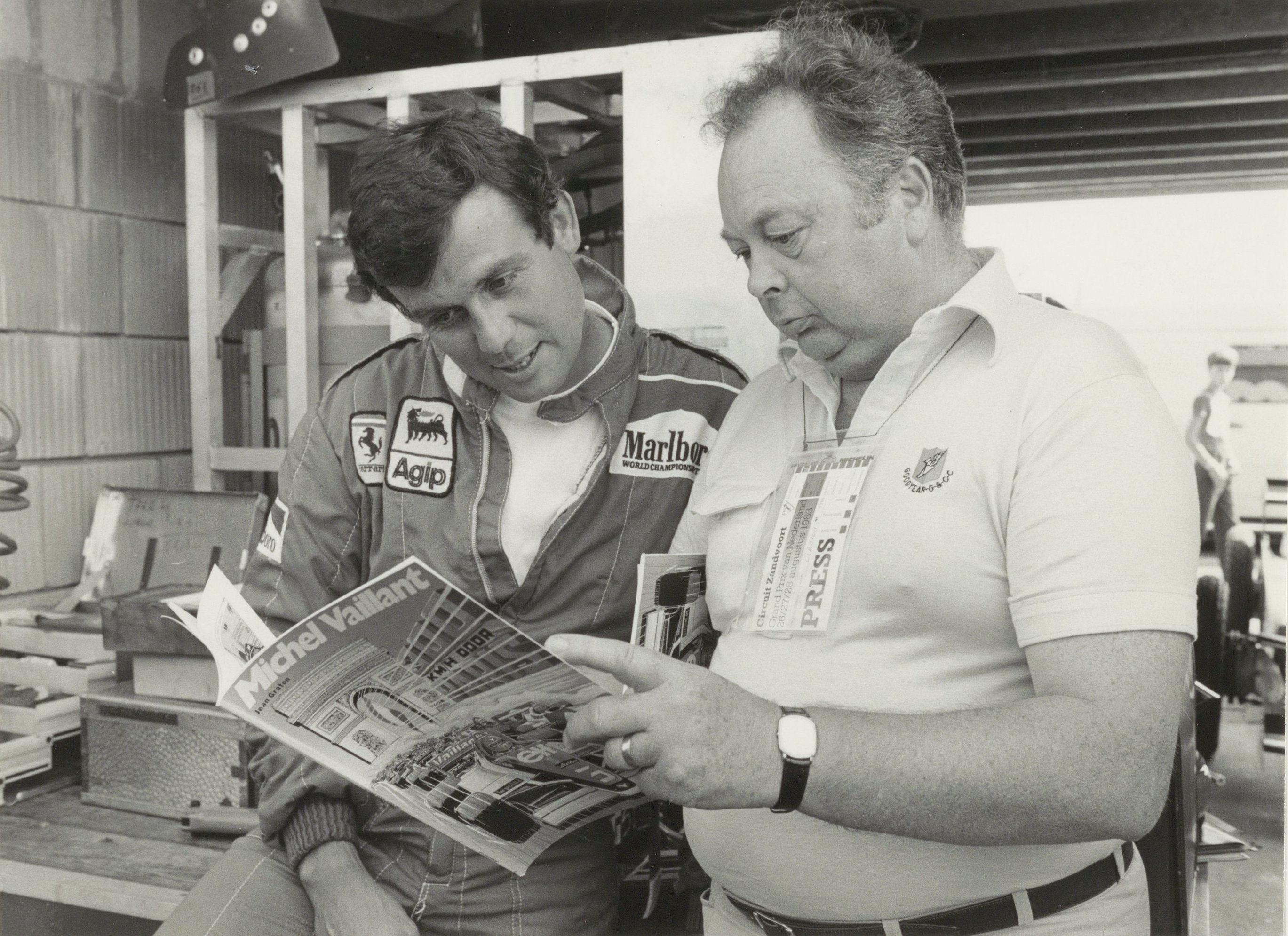
J. Graton muestra un ejemplar de la serie en el Circuito de Zandvoort, en 1983, al piloto Patrick Tambay.

El cómic apareció en 1957 en la revista Tintin, donde Graton había ya colaborado con relatos breves inspirado en la vida real de diversos deportistas, recreando las historias de ficción del piloto Michel Vaillant y el mundo de las carreras de automóviles.
La serie fue publicada de manera continua en Tintin hasta 1976, tanto en Francia como en Bélgica siendo desde entonces continuada por la propia editorial de Jean Graton. Desde 1959, las ventas de la serie, publicada en 70 volúmenes, ascendían según las estimaciones a 17 millones de álbumes en todo el mundo.
En España, apareció en la revista "3 Amigos" (su primer álbum, desde 1959 a 1961), "Gaceta Junior" y "Pulgarcito". En Argentina, apareció en la revista semanal Billiken, en forma seriada, de cuatro carillas en cada ejemplar.

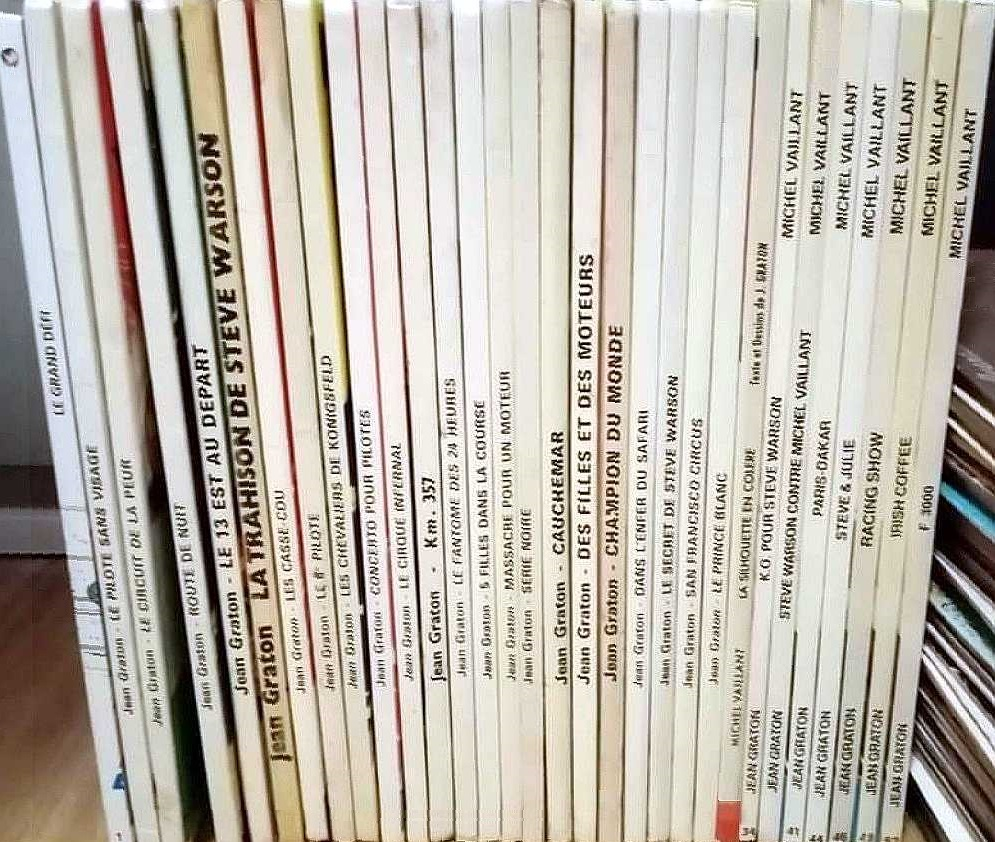
Álbumes de la serie.

## Argumento
El argumento de la serie gira en torno al mundo de las carreras de automóviles y las aventuras del personaje de ficción y piloto de carreras, Michel Vaillant, quien da nombre a la serie.

## Adaptaciones
En 1996 apareció una versión adaptada a la televisión, la cual fue estrenada en Estados Unidos como Hot Whells y narraba las historias del team Valiente enfrentado al peligroso equipo del Líder Negro. En 2003, la serie fue llevada a la gran pantalla en una producción francesa bajo la dirección de Louis-Pascal Couvelaire con el título de Michel Vaillant, con banda sonora creada por el grupo de música electrónica británico Archive.

## Legado
Su popularidad ha ejercido influencia reconocida en personalidades de la Fórmula 1 como el campeón Alain Prost, el diseñador de vehículos Luc Donckerwolke o empresarios como Henry Ford II y Enzo Ferrari, quienes felicitaron personalmente el 20.º aniversario de Michel en 1969.